# Michele Mamino
Michele Mamino, noto anche con lo pseudonimo di Meclinét (1769 – 1815), è stato un brigante italiano soprannominato l'Imperatore della Alpi..

## Biografia
Michele Mamino, nato il 1769 a Fontane (frazione di Frabosa Soprana, CN) è stato un brigante Italiano di famiglia di origine romanì proveniente dall'Italia meridionale che sviluppò le sue attività nel basso Piemonte durante l'invasione dei Francesi, in particolare tra le valli Ellero e Pesio.
A soli 25 anni, nel 1792, venne condannato a 7 anni per vari reati. Inoltre già prima aveva operato in una zona particolarmente favorevole: la vicinanza del confine con la Repubblica di Genova permetteva facile sconfinamento in territorio sicuro, sfuggendo ad ogni cattura. Arrivò fino ad imporre balzelli nelle aree controllate che per paura della sua banda, veinvangli a puntino pagati.
Nel 1802 il sottoprefetto di Mondovì emanava un proclama con cui si minacciavano le più severe pene per chiunque avesse aiutato questo brigante e si comminava una ammenda di mille franchi alle frazioni della Seccata e Fontane per aver dato ospitalità ai briganti Mamino detto Meclinét e Sachagino detto Dragone. Questi denari, secondo il sottoprefetto, dovevano servire per catturare i briganti; su di loro fu inoltre fissata una taglia di 500 franchi per chi avesse reso possibile il loro arresto. I gendarmi e le forze armate, anche con la promessa di un premio molto alto, nonostante gli sforzi e i sacrifici non riuscirono a catturare il brigante Meclinèt ed il suo socio. Il 26 luglio 1804, in una relazione del prefetto del Dipartimento della Stura, Arborio, si legge che il brigante Michele Mamino continuava ad agire nel Monregalese.
In uno dei numerosi attacchi da parte della gendarmeria si dice che sia stato sorpreso durante il sonno ma che con straordinaria agilità riuscì a fuggire attraverso i tetti mentre i gendarmi lo prendevano di mira con i loro fucili. Non essendo riusciti a catturarlo fecero prigioniera la vecchia madre, ma il brigante li aspettò sulla strada di ritorno, nascosto dietro a una roccia, e uccise due gendarmi costringendo gli altri a darsi alla fuga ed a liberare la donna. Arrivarono da Torino 40 gendarmi al comando di un maresciallo con l’incarico di catturare il brigante ma non riuscirono nell'impresa. 
Tra le varie gesta tramandate c'è anche l'assalto e il furto di una collana, indossata dalla contessa di Mirafiori, la "Bela Rosin", mentre la donna si recava in carrozza a Frabosa. Il prezioso gioiello sarebbe poi stato consegnato ad una vedova con sei figli carica di debiti. Al brigante sono inoltre attribuite numerose uccisioni di soldati francesi, portate a termine tra Novi Ligure e Marengo  durante le vicende collegate all'occupazione napoleonica del Piemonte e alla sua temporanea annessione alla Francia. 
Nessuno riuscì a catturare Mamino fino al 1815, quando venne avvelenato dai fratelli Unia (suoi parenti stretti) e venne ucciso dagli stessi a colpi di fucile nel bosco di Scarrone Friosa; in seguito furono concessi 2600 franchi ai suoi uccisori, come premio straordinario.